# Stabæk Fotball 2015
Questa voce raccoglie le informazioni riguardanti lo Stabæk Fotball nelle competizioni ufficiali della stagione 2015.

## Stagione
Lo Stabæk ha chiuso la stagione al 3º posto, qualificandosi per l'Europa League 2016-2017. L'avventura nel Norgesmesterskapet 2015 è terminata in semifinale, con l'eliminazione per mano del Rosenborg. Il calciatore più utilizzato in stagione è stato Ernest Asante con 36 presenze, tra campionato e coppa. Adama Diomandé è stato invece il miglior marcatore stagionale con 25 reti tra tutte le competizioni, nonostante sia stato ceduto all'Hull City nel mese di settembre 2015.

## Maglie e sponsor
Lo sponsor tecnico per la stagione 2015 è stato Adidas, mentre gli sponsor ufficiali è stato SpareBank 1. La divisa casalinga era composta da una maglietta a strisce costituite da due tonalità diverse di blu. La divisa da trasferta fu invece totalmente bianca.
| Casa | Trasferta |

## Rosa
| N. |                           | Ruolo | Calciatore                 |
| -- | ------------------------- | ----- | -------------------------- |
| 1  | Costa d'Avorio (bandiera) | P     | Mandé Sayouba              |
| 2  | Russia (bandiera)         | D     | Evgenij Kirisov            |
| 3  | Norvegia (bandiera)       | D     | Morten Skjønsberg          |
| 4  | Norvegia (bandiera)       | D     | Nicolai Næss               |
| 5  | Norvegia (bandiera)       | D     | Jørgen Hammer              |
| 6  | Ghana (bandiera)          | C     | Anthony Annan              |
| 7  | Ghana (bandiera)          | A     | Ernest Asante              |
| 8  | Stati Uniti (bandiera)    | C     | Cole Grossman              |
| 9  | Georgia (bandiera)        | C     | Giorgi Gorozia             |
| 10 | Norvegia (bandiera)       | A     | Adama Diomandé             |
| 11 | Belgio (bandiera)         | A     | Yassine El Ghanassy        |
| 12 | Norvegia (bandiera)       | P     | Christian Schaanning Mørch |
| 13 | Norvegia (bandiera)       | C     | Eirik Haugstad             |
| 14 | Norvegia (bandiera)       | A     | Emil Ekblom                |
| 15 | Finlandia (bandiera)      | D     | Ville Jalasto              |

| N. |                           | Ruolo | Calciatore            |
| -- | ------------------------- | ----- | --------------------- |
| 17 | Norvegia (bandiera)       | D     | Jesper Espung         |
| 18 | Nuova Zelanda (bandiera)  | C     | Craig Henderson       |
| 20 | Ghana (bandiera)          | C     | Kamal Issah           |
| 21 | Norvegia (bandiera)       | D     | Daniel Granli         |
| 22 | India (bandiera)          | P     | Gurpreet Singh Sandhu |
| 23 | Norvegia (bandiera)       | C     | Emil Bohinen          |
| 25 | Norvegia (bandiera)       | D     | Birger Meling         |
| 28 | Costa d'Avorio (bandiera) | C     | Luc Kassi             |
| 30 | Norvegia (bandiera)       | C     | Cornelius Bensick     |
| 40 | Norvegia (bandiera)       | C     | Marius Østvold        |
| 50 | Norvegia (bandiera)       | D     | Andreas Hanche-Olsen  |
| 60 | Norvegia (bandiera)       | D     | Edvard Linnebo Race   |
| 77 | Norvegia (bandiera)       | A     | Muhamed Keita         |
| 99 | Norvegia (bandiera)       | A     | Sebastian Pedersen    |

## Calciomercato

### Sessione invernale(dal 01/01 al 31/03)
| Arrivi | Arrivi              | Arrivi         | Arrivi     |
| R.     | Nome                | da             | Modalità   |
| ------ | ------------------- | -------------- | ---------- |
| D      | Evgenij Kirisov     | Domodedovo     | prestito   |
| C      | Cole Grossman       | Real Salt Lake | definitivo |
| C      | Kamal Issah         | Nordsjælland   | definitivo |
| A      | Ernest Asante       | Start          | definitivo |
| A      | Adama Diomandé      |                | svincolato |
| A      | Yassine El Ghanassy |                | svincolato |

| Partenze | Partenze          | Partenze      | Partenze      |
| R.       | Nome              | a             | Modalità      |
| -------- | ----------------- | ------------- | ------------- |
| P        | Borger Thomas     | Strømsgodset  | fine prestito |
| D        | Jon Inge Høiland  |               | ritiro        |
| D        | Timmi Johansen    |               | svincolato    |
| C        | Magne Hoseth      |               | svincolato    |
| C        | Andrew Jacobson   | New York City | fine prestito |
| C        | Tomasz Sokolowski |               | svincolato    |
| C        | Stian Sortevik    |               | svincolato    |
| C        | Michael Stephens  | Chicago Fire  | definitivo    |
| A        | Franck Boli       | Liaoning      | definitivo    |
| A        | Fredrik Brustad   |               | svincolato    |
| A        | Emil Dahle        | Start         | prestito      |

### Tra le due sessioni
| Arrivi | Arrivi     | Arrivi | Arrivi        |
| R.     | Nome       | da     | Modalità      |
| ------ | ---------- | ------ | ------------- |
| A      | Emil Dahle | Start  | fine prestito |

| Partenze | Partenze        | Partenze   | Partenze      |
| R.       | Nome            | a          | Modalità      |
| -------- | --------------- | ---------- | ------------- |
| D        | Evgenij Kirisov | Domodedovo | fine prestito |

### Sessione estiva(dal 22/07 al 18/08)
| Arrivi | Arrivi        | Arrivi      | Arrivi   |
| R.     | Nome          | da          | Modalità |
| ------ | ------------- | ----------- | -------- |
| A      | Muhamed Keita | Lech Poznań | prestito |

| Partenze | Partenze        | Partenze  | Partenze   |
| R.       | Nome            | a         | Modalità   |
| -------- | --------------- | --------- | ---------- |
| D        | Jørgen Hammer   | Start     | definitivo |
| C        | Craig Henderson | Mjøndalen | prestito   |
| A        | Emil Dahle      | Bryne     | prestito   |
| A        | Emil Ekblom     | Strømmen  | prestito   |

### Dopo la sessione estiva
| Arrivi | Arrivi        | Arrivi | Arrivi     |
| R.     | Nome          | da     | Modalità   |
| ------ | ------------- | ------ | ---------- |
| C      | Anthony Annan |        | svincolato |

| Partenze | Partenze       | Partenze  | Partenze   |
| R.       | Nome           | a         | Modalità   |
| -------- | -------------- | --------- | ---------- |
| A        | Adama Diomandé | Hull City | definitivo |

## Risultati

### Eliteserien

#### Girone di andata
| Arbitro: | Johnsen (Tønsberg) |

|              |           |              |
| Diomandé 14’ | Marcatori | 80’ Diédhiou |

| Arbitro: | Døvle (Larvik) |

|                                 |           |  |
| Ruud 63’ (rig.) Næss 75’ (aut.) | Marcatori |  |

| Arbitro: | Hansen (Feda) |

|              |           |  |
| Grossman 87’ | Marcatori |  |

| Arbitro: | Edvartsen (Hamar) |

|  |           |                      |
|  | Marcatori | 45’ Asante 45’ Issah |

| Arbitro: | Johnsen (Tønsberg) |

|  |           |                         |
|  | Marcatori | 42’ Asante 45’ Grossman |

| Arbitro: | Skjerven (Kaupanger) |

|            |           |  |
| Asante 70’ | Marcatori |  |

| Arbitro: | Hagen (Grue) |

|  |           |                                |
|  | Marcatori | 35’ (rig.) Diomandé 64’ Asante |

| Arbitro: | Johansen (Brevik) |

|                                   |           |  |
| Diomandé 39’, 56’, 70’ Asante 48’ | Marcatori |  |

| Arbitro: | Hafsås (Trondheim) |

|                              |           |                             |
| Svendsen 34’, 37’ Kamara 87’ | Marcatori | 39’, 68’ Diomandé 61’ Issah |

| Arbitro: | Moen (Haugesund) |

|                               |           |                                |
| Diomandé 6’ Dorsin 16’ (aut.) | Marcatori | 40’ Helland 41’, 62’ Søderlund |

| Arbitro: | Johansen (Brevik) |

|  |           |              |
|  | Marcatori | 68’ Diomandé |

| Arbitro: | Berntsen (Vang) |

|                                    |           |                      |
| Jalasto 31’ Asante 59’ Gorozia 68’ | Marcatori | 9’ Sørloth 90’ Olsen |

| Arbitro: | Skjerven (Kaupanger) |

|               |           |              |
| Abdellaoue 6’ | Marcatori | 45’ Grossman |

| Arbitro: | Johnsen (Tønsberg) |

|                                       |           |                          |
| Meling 22’ Asante 40’ El Ghanassy 58’ | Marcatori | 46’ Ogunjimi 49’ Wikheim |

| Arbitro: | Johansen (Brevik) |

|                                         |           |              |
| Vilhjálmsson 20’ Hoff 45’ Ajer 54’, 70’ | Marcatori | 68’ Diomandé |

#### Girone di ritorno
| Bekkestua 12 luglio 2015, ore 15:30 16ª giornata | Stabæk           | 0 – 0 referto | Sarpsborg 08 | Nadderud Stadion (3.298 spett.)\| Arbitro: \| Moen (Haugesund) \| |
| Arbitro:                                         | Moen (Haugesund) |               |              |                                                                   |

| Arbitro: | Johnsen (Tønsberg) |

|                        |           |                          |
| Haukås 31’ Skjerve 90’ | Marcatori | 11’ Jalasto 41’ Diomandé |

| Arbitro: | Berntsen (Vang) |

|                      |           |  |
| Asante 11’ Kassi 72’ | Marcatori |  |

| Arbitro: | Hafsås (Trondheim) |

|  |           |                   |
|  | Marcatori | 55’, 76’ Diomandé |

| Arbitro: | Moen (Haugesund) |

|                            |           |                        |
| Diomandé 50’, 88’ Næss 86’ | Marcatori | 15’ Friday 30’ Kolstad |

| Arbitro: | Berntsen (Vang) |

|                    |           |                                                |
| Kirkevold 27’, 73’ | Marcatori | 4’, 75’ (rig.) Diomandé 11’ Grossman 86’ Kassi |

| Arbitro: | Johnsen (Tønsberg) |

|           |           |                               |
| Kassi 84’ | Marcatori | 11’ Bentley 34’ (rig.) Occéan |

| Arbitro: | Edvartsen (Hamar) |

|               |           |  |
| Konradsen 90’ | Marcatori |  |

| Arbitro: | Steen (Bergen) |

|                     |           |                 |
| Kassi 31’ Keita 90’ | Marcatori | 58’ R. Johansen |

| Arbitro: | Skjerven (Kaupanger) |

|           |           |  |
| Keita 14’ | Marcatori |  |

| Arbitro: | Johansen (Brevik) |

|             |           |                                                  |
| Hurtado 47’ | Marcatori | 13’ Asante 31’, 76’ Kassi 65’ (rig.) El Ghanassy |

| Arbitro: | Johnsen (Tønsberg) |

|            |           |                                            |
| Asante 74’ | Marcatori | 34’, 79’ Hoseth 51’ Nymo Matland 90’ James |

| Arbitro: | Hagen (Grue) |

|                             |           |           |
| Danielsen 11’ Abdullahi 70’ | Marcatori | 24’ Kassi |

| Arbitro: | Johansen (Brevik) |

|                                 |           |                            |
| Kassi 31’ Issah 53’ Jalasto 82’ | Marcatori | 45’ Stokkelien 48’ Vikstøl |

| Arbitro: | Skjerven (Kaupanger) |

|                                                           |           |                 |
| Olsen 47’ Konradsen 51’, 54’ Sørloth 64’ (rig.), 67’, 88’ | Marcatori | 14’ El Ghanassy |

### Norgesmesterskapet
| Arbitro: | Usman Aslam |

|  |           |                                                        |
|  | Marcatori | 7’ Ekblom 24’, 39’ Diomandé 30’, 44’ Issah 69’ Bensick |

| Arbitro: | Hauglund |

|           |           |                                     |
| Obeng 76’ | Marcatori | 27’ Diomandé 33’ Gorozia 50’ Granli |

| Arbitro: | Moen |

|                     |           |                              |
| Bernt Johnsgård 74’ | Marcatori | 42’, 58’ Diomandé 85’ Asante |

| Arbitro: | Hagen (Grue) |

|                                                     |           |              |
| Asante 34’ Jalasto 63’ Diomandé 70’, 77’ Granli 83’ | Marcatori | 17’ Ramsland |

| Arbitro: | Skjerven (Kaupanger) |

|  |           |              |
|  | Marcatori | 64’ Diomandé |

| Arbitro: | Hagen (Grue) |

|                                                  |           |                           |
| Helland 7’ Søderlund 78’ (rig.) Vilhjálmsson 95’ | Marcatori | 52’ Keita 70’ (rig.) Næss |

## Statistiche

### Statistiche di squadra
| Competizione       | Punti | In casa | In casa | In casa | In casa | In casa | In casa | In trasferta | In trasferta | In trasferta | In trasferta | In trasferta | In trasferta | Totale | Totale | Totale | Totale | Totale | Totale | DR  |
| Competizione       | Punti | G       | V       | N       | P       | Gf      | Gs      | G            | V            | N            | P            | Gf           | Gs           | G      | V      | N      | P      | Gf     | Gs     | DR  |
| ------------------ | ----- | ------- | ------- | ------- | ------- | ------- | ------- | ------------ | ------------ | ------------ | ------------ | ------------ | ------------ | ------ | ------ | ------ | ------ | ------ | ------ | --- |
| Eliteserien        | 56    | 15      | 10      | 2       | 3       | 28      | 19      | 15           | 7            | 3            | 5            | 26           | 24           | 30     | 17     | 5      | 8      | 54     | 43     | +11 |
| Norgesmesterskapet | -     | 1       | 1       | 0       | 0       | 5       | 1       | 5            | 4            | 0            | 1            | 15           | 5            | 6      | 5      | 0      | 1      | 20     | 6      | +14 |
| Totale             | -     | 16      | 11      | 2       | 3       | 33      | 20      | 20           | 11           | 3            | 6            | 41           | 29           | 36     | 22     | 5      | 9      | 74     | 49     | +25 |

### Statistiche dei giocatori
| Giocatore           | Eliteserien | Eliteserien | Eliteserien | Eliteserien | Norgesmesterskapet | Norgesmesterskapet | Norgesmesterskapet | Norgesmesterskapet | Coppe europee | Coppe europee | Coppe europee | Coppe europee | Altre coppe | Altre coppe | Altre coppe | Altre coppe | Totale   | Totale | Totale      | Totale     |
| Giocatore           | Presenze    | Reti        | Ammonizioni | Espulsioni  | Presenze           | Reti               | Ammonizioni        | Espulsioni         | Presenze      | Reti          | Ammonizioni   | Espulsioni    | Presenze    | Reti        | Ammonizioni | Espulsioni  | Presenze | Reti   | Ammonizioni | Espulsioni |
| ------------------- | ----------- | ----------- | ----------- | ----------- | ------------------ | ------------------ | ------------------ | ------------------ | ------------- | ------------- | ------------- | ------------- | ----------- | ----------- | ----------- | ----------- | -------- | ------ | ----------- | ---------- |
| A. Annan            | 7           | 0           | 0           | 0           | 1                  | 0                  | 1                  | 0                  |               |               |               |               |             |             |             |             | 8        | 0      | 1           | 0          |
| E. Asante           | 30          | 10          | 2           | 0           | 6                  | 2                  | 0                  | 0                  |               |               |               |               |             |             |             |             | 36       | 12     | 2           | 0          |
| C. Bensick          | 2           | 0           | 0           | 0           | 3                  | 1                  | 0                  | 0                  |               |               |               |               |             |             |             |             | 5        | 1      | 0           | 0          |
| E. Bohinen          | 0           | 0           | 0           | 0           | 0                  | 0                  | 0                  | 0                  |               |               |               |               |             |             |             |             | 0        | 0      | 0           | 0          |
| A. Diomandé         | 21          | 17          | 2           | 0           | 5                  | 8                  | 0                  | 0                  |               |               |               |               |             |             |             |             | 26       | 25     | 2           | 0          |
| E. Ekblom           | 5           | 0           | 0           | 0           | 2                  | 1                  | 0                  | 0                  |               |               |               |               |             |             |             |             | 7        | 1      | 0           | 0          |
| Y. El Ghanassy      | 26          | 3           | 2           | 0           | 4                  | 0                  | 0                  | 0                  |               |               |               |               |             |             |             |             | 30       | 3      | 2           | 0          |
| J. Espung           | 0           | 0           | 0           | 0           | 0                  | 0                  | 0                  | 0                  |               |               |               |               |             |             |             |             | 0        | 0      | 0           | 0          |
| G. Gorozia          | 26          | 1           | 2           | 1           | 6                  | 1                  | 1                  | 0                  |               |               |               |               |             |             |             |             | 32       | 2      | 3           | 1          |
| C. Grossman         | 28          | 4           | 3           | 0           | 5                  | 0                  | 0                  | 0                  |               |               |               |               |             |             |             |             | 33       | 4      | 3           | 0          |
| D. Granli           | 22          | 0           | 0           | 0           | 5                  | 2                  | 0                  | 0                  |               |               |               |               |             |             |             |             | 27       | 2      | 0           | 0          |
| J. Hammer           | 1           | 0           | 0           | 0           | 1                  | 0                  | 0                  | 0                  |               |               |               |               |             |             |             |             | 2        | 0      | 0           | 0          |
| A. Hanche-Olsen     | 0           | 0           | 0           | 0           | 0                  | 0                  | 0                  | 0                  |               |               |               |               |             |             |             |             | 0        | 0      | 0           | 0          |
| E. Haugstad         | 23          | 0           | 0           | 0           | 4                  | 0                  | 0                  | 0                  |               |               |               |               |             |             |             |             | 27       | 0      | 0           | 0          |
| C. Henderson        | 0           | 0           | 0           | 0           | 0                  | 0                  | 0                  | 0                  |               |               |               |               |             |             |             |             | 0        | 0      | 0           | 0          |
| K. Issah            | 26          | 3           | 3           | 0           | 5                  | 2                  | 1                  | 0                  |               |               |               |               |             |             |             |             | 31       | 5      | 4           | 0          |
| V. Jalasto          | 29          | 3           | 3           | 0           | 4                  | 1                  | 1                  | 0                  |               |               |               |               |             |             |             |             | 33       | 4      | 4           | 0          |
| L. Kassi            | 28          | 8           | 2           | 1           | 5                  | 2                  | 1                  | 0                  |               |               |               |               |             |             |             |             | 33       | 10     | 3           | 1          |
| M. Keita            | 11          | 2           | 2           | 0           | 2                  | 1                  | 1                  | 0                  |               |               |               |               |             |             |             |             | 13       | 3      | 3           | 0          |
| E. Kirisov          | 0           | 0           | 0           | 0           | 1                  | 0                  | 0                  | 0                  |               |               |               |               |             |             |             |             | 1        | 0      | 0           | 0          |
| E. Linnebo Race     | 1           | 0           | 0           | 0           | 1                  | 0                  | 0                  | 0                  |               |               |               |               |             |             |             |             | 2        | 0      | 0           | 0          |
| B. Meling           | 27          | 1           | 4           | 0           | 5                  | 0                  | 0                  | 0                  |               |               |               |               |             |             |             |             | 32       | 1      | 4           | 0          |
| N. Næss             | 29          | 1           | 2           | 0           | 5                  | 1                  | 0                  | 0                  |               |               |               |               |             |             |             |             | 34       | 2      | 2           | 0          |
| M. Østvold          | 0           | 0           | 0           | 0           | 0                  | 0                  | 0                  | 0                  |               |               |               |               |             |             |             |             | 0        | 0      | 0           | 0          |
| S. Pedersen         | 0           | 0           | 0           | 0           | 0                  | 0                  | 0                  | 0                  |               |               |               |               |             |             |             |             | 0        | 0      | 0           | 0          |
| M. Sayouba          | 30          | -43         | 0           | 0           | 5                  | -6                 | 0                  | 0                  |               |               |               |               |             |             |             |             | 35       | -49    | 0           | 0          |
| C. Schaanning Mørch | 0           | -0          | 0           | 0           | 0                  | -0                 | 0                  | 0                  |               |               |               |               |             |             |             |             | 0        | 0      | 0           | 0          |
| G. Singh Sandhu     | 0           | -0          | 0           | 0           | 1                  | -0                 | 0                  | 0                  |               |               |               |               |             |             |             |             | 1        | 0      | 0           | 0          |
| M. Skjønsberg       | 30          | 0           | 1           | 0           | 5                  | 0                  | 1                  | 0                  |               |               |               |               |             |             |             |             | 35       | 0      | 2           | 0          |